# Лизбург (Џорџија)
Лисбург (енгл. Leesburg) град је у америчкој савезној држави Џорџија. По попису становништва из 2010. у њему је живело 2.896 становника.

## Демографија
Према попису становништва из 2010. у граду је живело 2.896 становника, што је 263 (10,0%) становника више него 2000. године.
| Група             | 2000.         | 2010.         |
| Белци             | 1.607 (61,0%) | 2.010 (69,4%) |
| Афроамериканци    | 959 (36,4%)   | 738 (25,5%)   |
| Азијати           | 24 (0,9%)     | 30 (1,0%)     |
| Хиспаноамериканци | 22 (0,8%)     | 73 (2,5%)     |
| Укупно            | 2.633         | 2.896         |